# Crewkerne
Crewkerne è un paese di 6 728 abitanti del Somerset, in Inghilterra.

## Amministrazione

### Gemellaggi
- Bures-sur-Yvette, Francia